# Flugzeugunfall im Simmental
Der Flugzeugunfall im Simmental ereignete sich am 12. November 1997 bei Boltigen im Simmental im Kanton Bern in der Schweiz. Der Unfall forderte fünf Menschenleben und gilt als schwerster militärischer Flugunfall der Schweizer Luftwaffe seit 1982.

## Der Unfall
Am 12. November 1997 um 14:40 Uhr stürzte ein PC-6 Turbo Porter der Schweizer Luftwaffe mit dem Luftfahrzeugkennzeichen V-630 in unbebautem Gebiet am östlichen Dorfrand von Boltigen im Simmental bei schlechten Wetterverhältnissen ab. Das 1975 gebaute Transportflugzeug war auf dem Rückflug von der Militärbasis Payerne nach St. Stephan. An Bord waren der Pilot und vier Soldaten eines Wiederholungskurses. Alle verstarben bei dem Unfall.
Am Unfalltag schneite es bis auf 1000 Meter hinunter. Die Maschine kollidierte auf einer Höhe von 813 m ü. M. bei schlechter Sicht mit Bäumen, dabei wurde die rechte Tragfläche beschädigt. Das Flugzeug schlug auf dem Boden auf und wurde durch den Aufprall und das nachfolgende Feuer vollständig zerstört.
Das Flugzeug nahm an der Truppenübung «Spica Tre» teil, an der 6800 Armeeangehörige beteiligt waren.

## Ursache
Die Untersuchungen ergaben, dass es sich um einen Controlled Flight Into Terrain (CFIT) handelte, also einen Pilotenfehler. Technische Defekte am Flugzeug wurden nicht festgestellt.

## Folgen
Nach dem Unfall wurde die laufende Truppenübung «Spica Tre» abgebrochen. Der Flugzeugtyp blieb weiterhin im Einsatz.
An der Unfallstelle erinnert ein Gedenkstein an den Unfall. Er wurde 1998 erstellt und trägt neben den Namen der Verunglückten die Inschrift «Im Gedenken an den Flugunfall unserer Kameraden am 12. November 1997.»

## Historische Einordnung
Der Absturz war der zweite schwere Unfall mit einem PC-6 Turbo Porter nach dem Absturz am Finsteraarhorn 1993. Die Schweizer Armee verlor insgesamt drei ihrer 18 PC-6-Flugzeuge bei Unfällen.